# Сатурн (Румунія)
Сатурн (рум. Saturn) — курорт на Чорному морі у повіті Констанца в Румунії. Розташований у північному передмісті міста Мангалії. Відомий як бальнеокліматичний курорт.

## Галерея

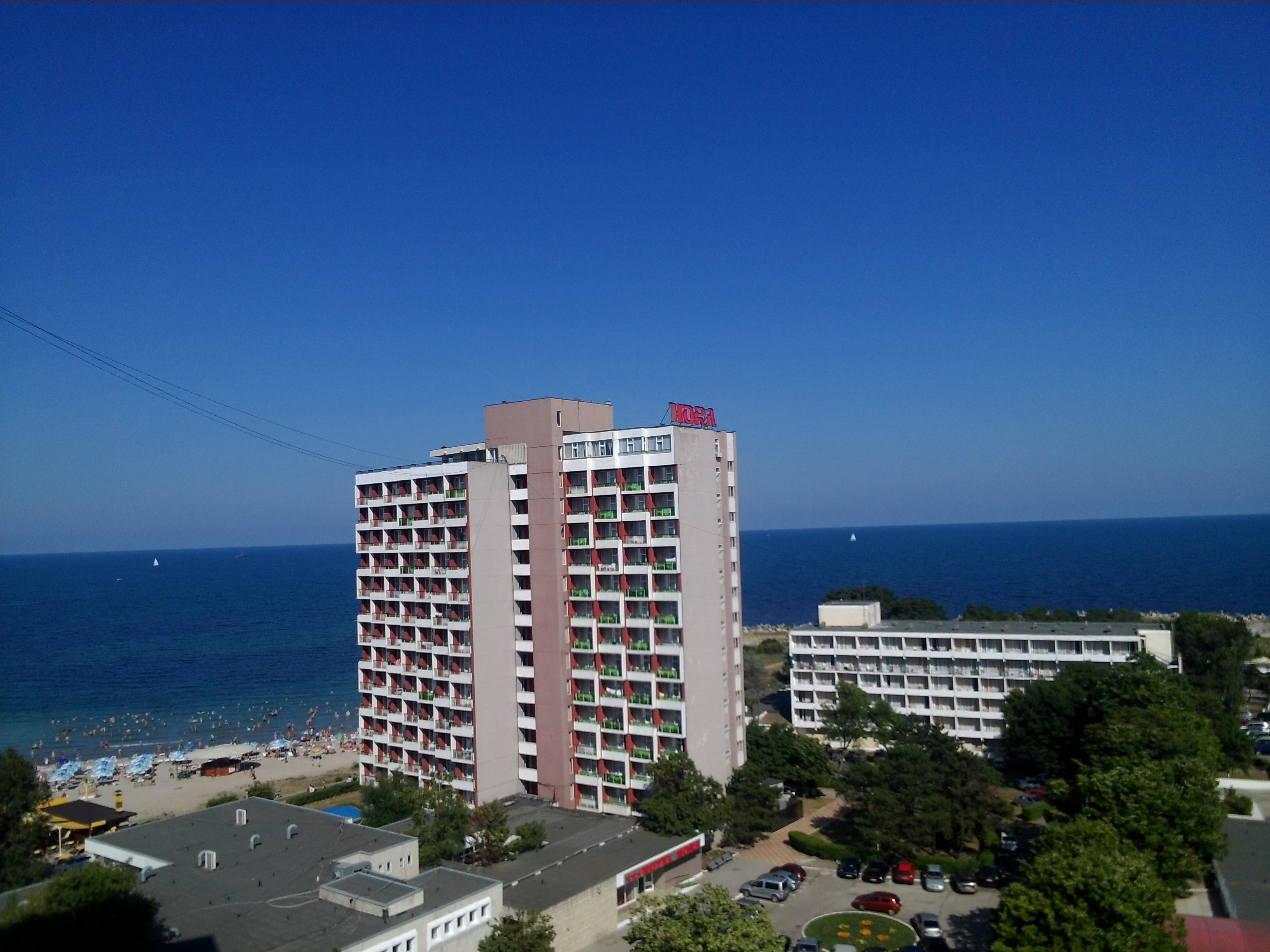
Готель Nora
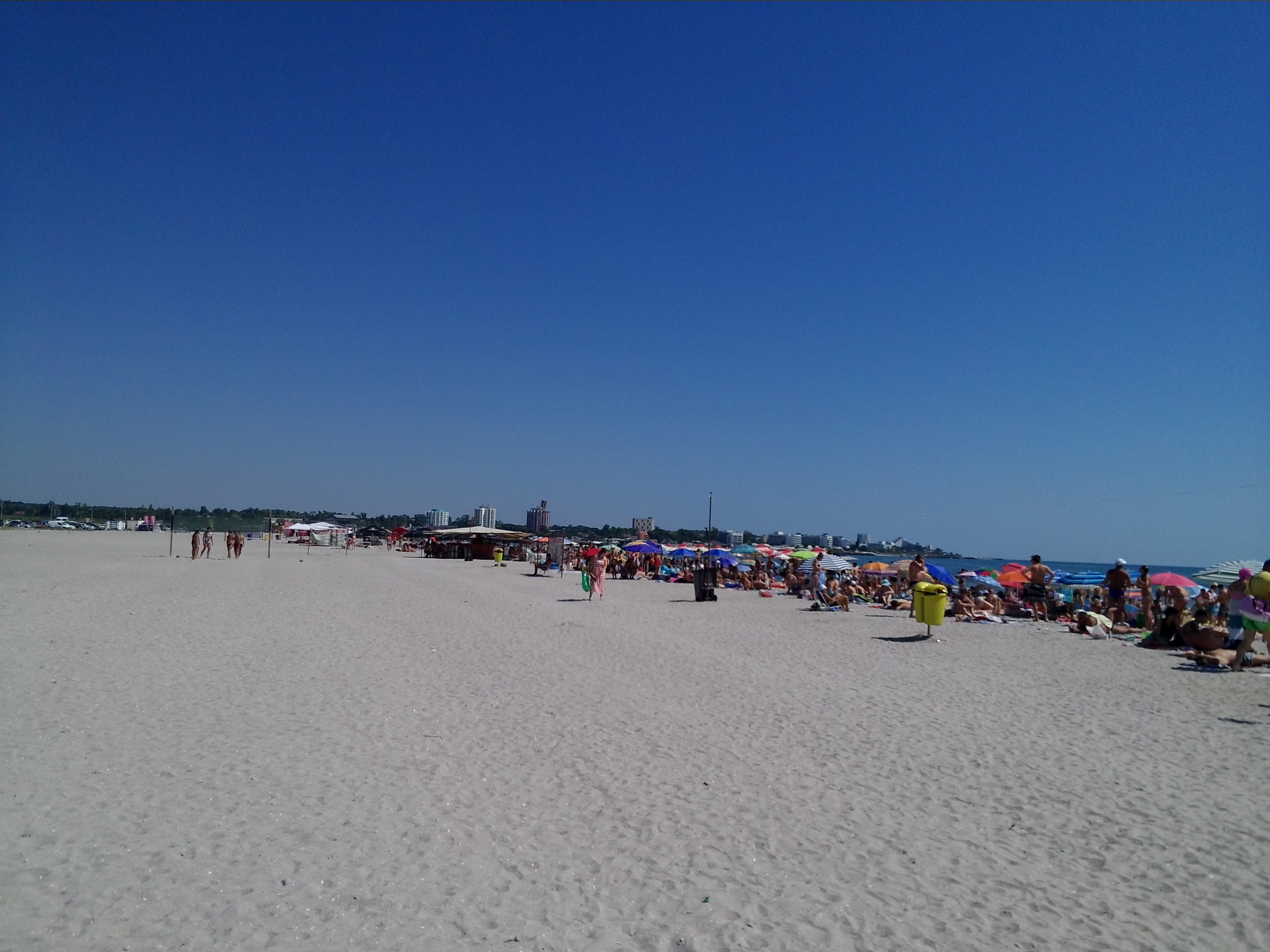
Пляж
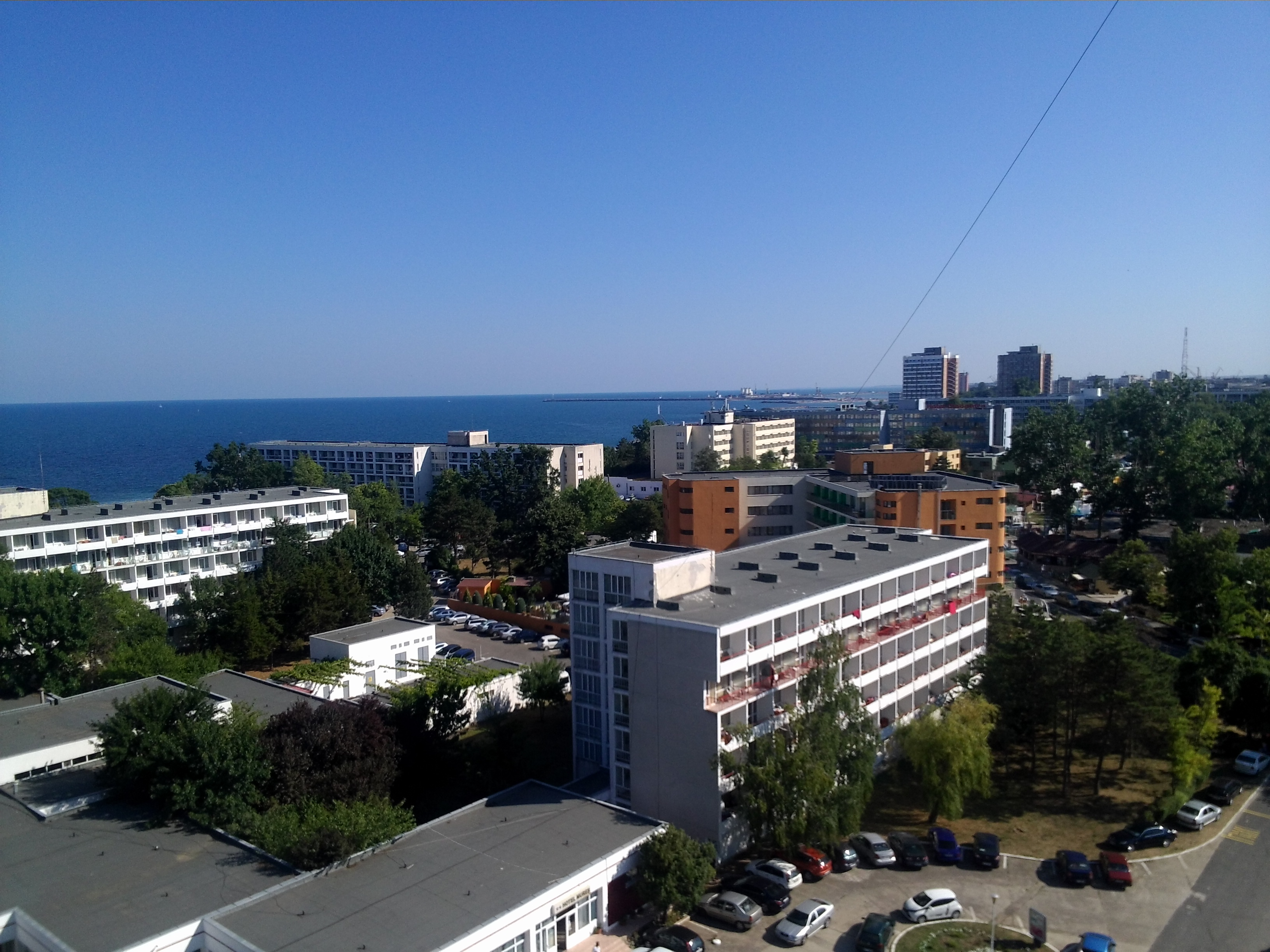
Сатурн та Мангалія
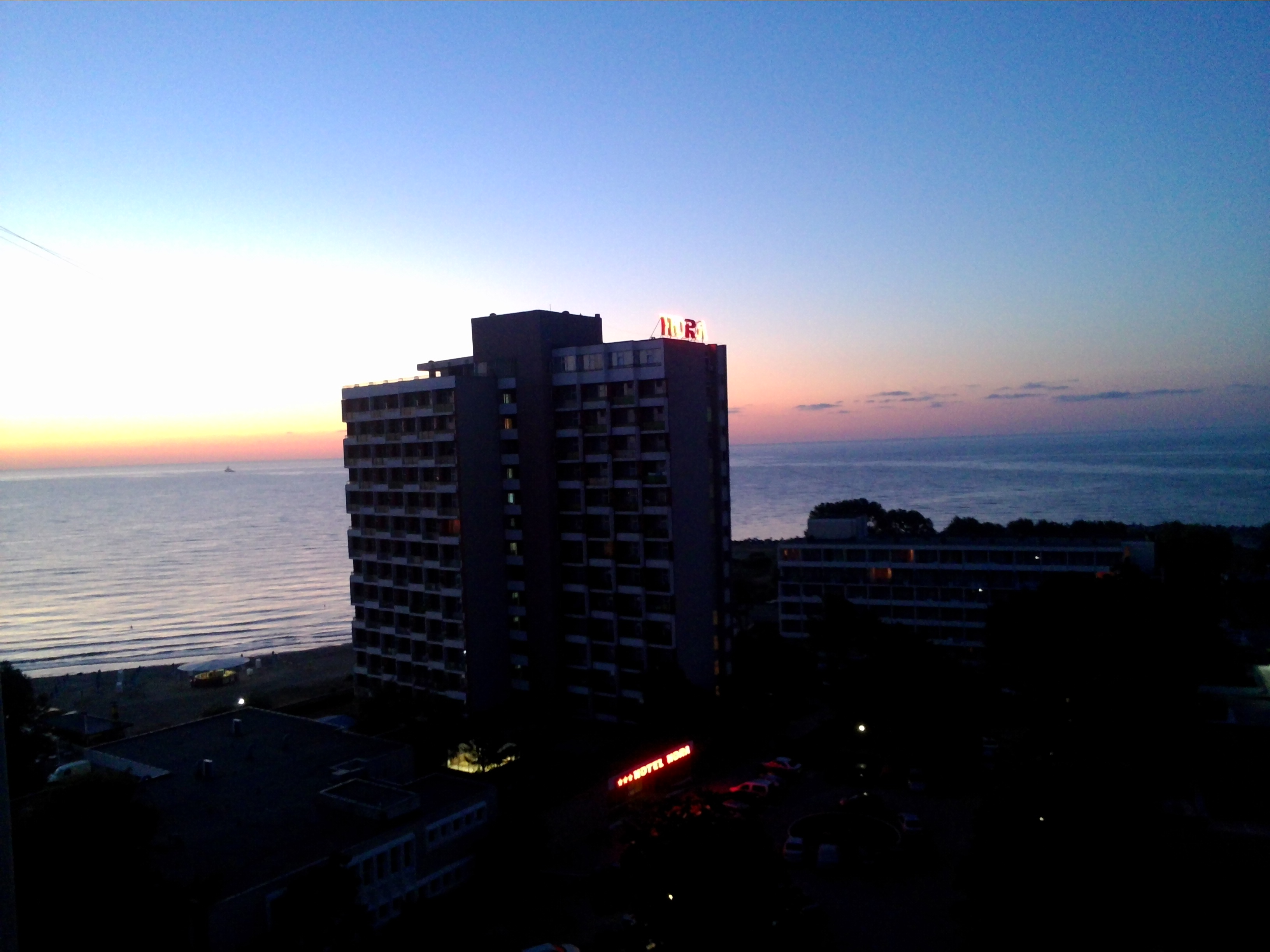
Захід сонця
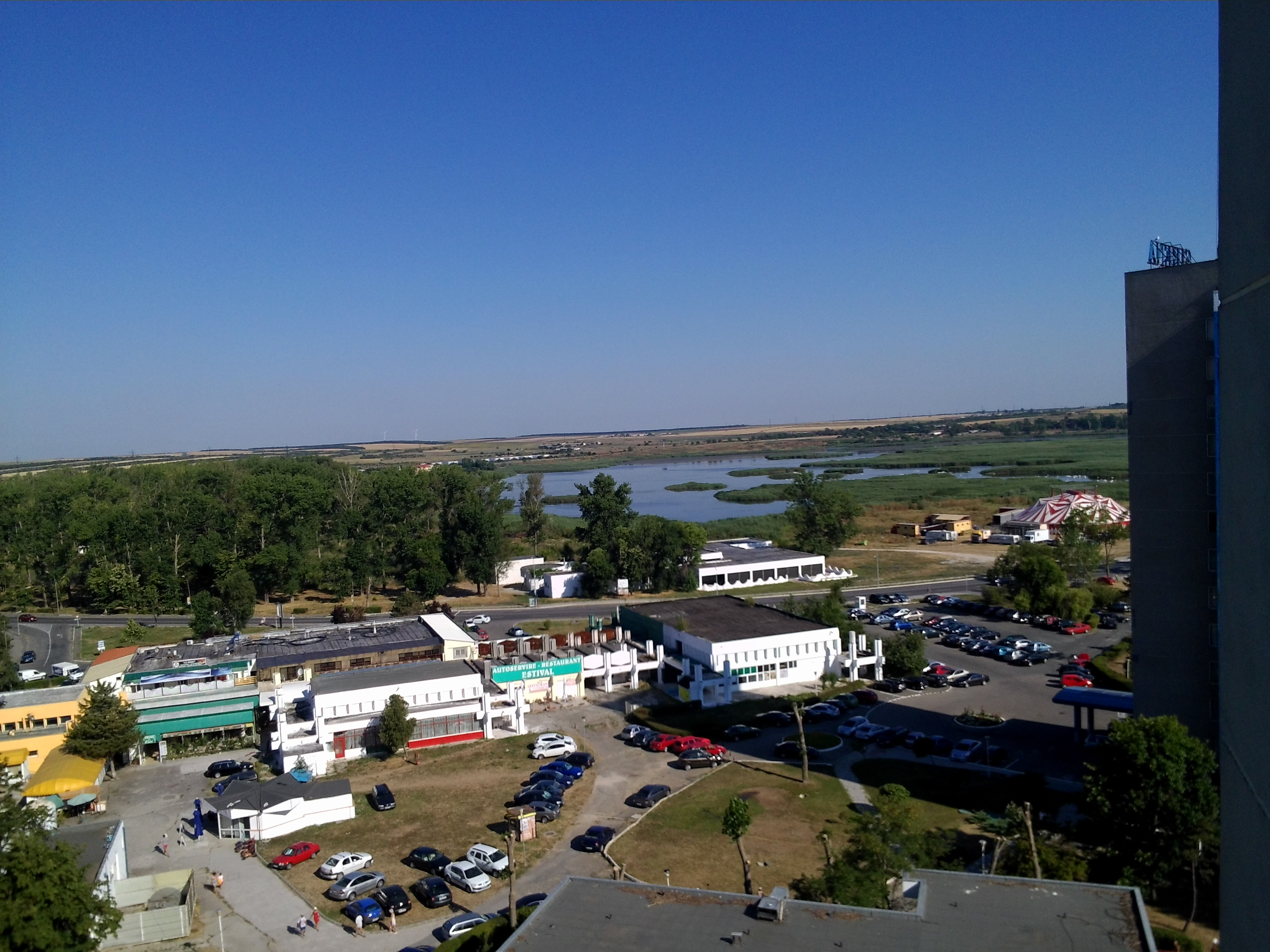
Солене озеро
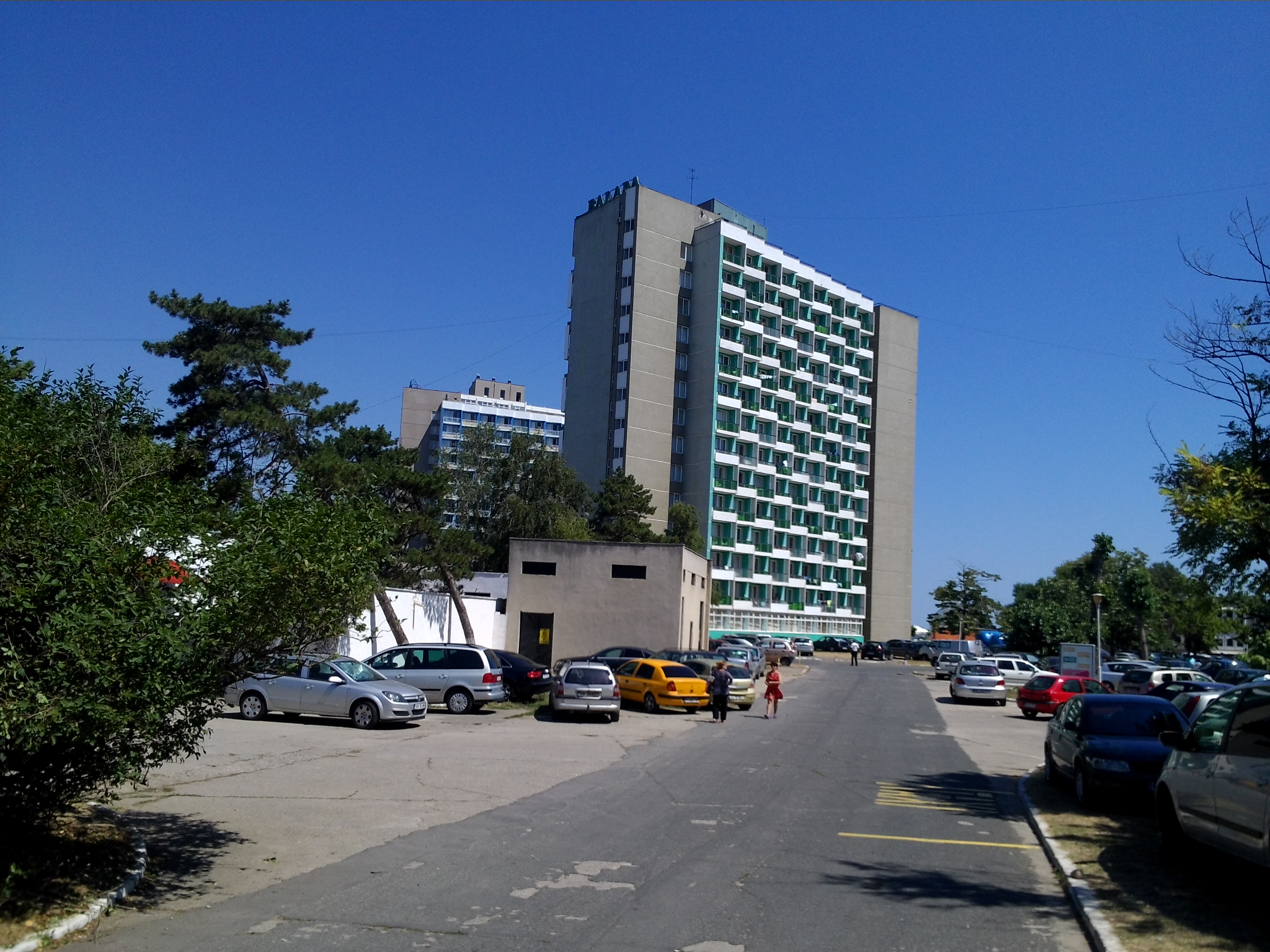
Готель Balada